# Leonard E. Read
Leonard E. Read (1898 - 1983) est un économiste américain, qui a créé la Foundation for Economic Education (FEE) en mars 1946. Il s'agit du premier laboratoire d'idées libertarien aux États-Unis. 

## Biographie
En tant que président de la Chambre de commerce de Los Angeles, Read a combattu les politiques économiques marxistes et keynésiennes qui prévalaient après 1945, réfutant les accusations d'appauvrissement des travailleurs par la « bourgeoisie », et rejetant les arguments, principalement keynésiens, selon lesquels le capitalisme est instable et génère un chômage de masse. 
Il est l'auteur de vingt-sept ouvrages. Son texte le plus célèbre est I, pencil (Moi, le crayon), publié en 1958, illustration de la métaphore de la main invisible : des millions de personnes participent à la création d'un simple crayon (division du travail), et aucune ne serait capable de le fabriquer à elle seule. 

## Œuvres
- 1946 : I’d Push the Button, New York: Joseph D. McGuire
- 1951 : Conscience on the Battlefield, Irvington-on-Hudson, N.Y.: Foundation for Economic Education
- 1952 : Essays on Liberty, vol 1, Irvington on Hudson: Foundation for Economic Education (dir.)
- 1954 : Government: An Ideal Concept, nouvelle édition en 1997, Government: An Ideal Concept, Irvington-on-Hudson, N.Y.: Foundation for Economic Education
- 1954 : Essays on Liberty, Vol 2, Irvington on Hudson: Foundation for Economic Education
- 1956 : « Unearned Riches », In: Mary Sennholz, dir., On Freedom and Free Enterprise, Van Nostrand, Princeton, p. 188-195
- 1958 : « I, Pencil », in The Freeman (décembre), rééd. en 1988, In: Paul L. Poirot, dir, The Philosophy of Freedom, The Foundation for Economic Education: Irvington on Hudson NY, p. 137-142, rééd. en 1996, In: The Freeman, May, Vol 46, no 5 - traduction en français par Hervé de Quengo : Moi, le crayon.
- 1959 : « Nave Nervousness », In: The Freeman, August, vol 9, no 8
- 1960 : « How to Reduce Taxes », The Freeman, July, rééd. en 1998, « How to Reduce Taxes. Only in Moral Philosophy Can the Case for Freedom Be Won », The Freeman, April, Vol 48, no 4
- 1961 : « Conscience of the Majority », The Freeman, mars, Vol 11, no 3
- 1962 : Elements of Libertarian Leadership, Irvington-on-Hudson, N.Y.: Foundation for Economic Education
- 1964 : Anything That's Peaceful, nouvelle édition en 1992 et en 1998, Irvington-on-Hudson, N.Y.: Foundation for Economic Education
- 1966 : The Case for Willing Exchange, The Freeman, septembre, vol 16, no 9
- 1966 : Men of Prey, The Freeman: Ideas on Liberty, octobre, vol 16, no 10,
- 1967 : Deeper Than You Think, Irvington-on-Hudson, N.Y.: Foundation for Economic Education
- 1967 : The Basic Realities, The Freeman, novembre, vol 17, no 11
- 1967 : The Rise and the Fall, The Freeman, mai, vol 17, no 5
- 1967 : The Curse and Cure of Covetousness (La malédiction et la guérison de la convoitise), The Freeman, décembre, vol 17, no 12
- 1969 : Let Freedom Reign, Irvington-on-Hudson, N.Y.: Foundation for Economic
- 1970 : Reflections on the Guilt Complex, The Freeman, janvier, vol 20, no 1
- 1971 : To Abdicate or Not, In: Floyd A. Harper, dir., Toward Liberty: Essays in Honor of Ludwig von Mises on the Occasion of His 90th Birthday, 29 septembre, vol. 2, Menlo Park, Calif.: Institute for Humane Studies, p. 299–301
- 1971 : The Worrycrats, The Freeman, avril, vol 21, no 4
- 1972 : Economics: A Branch of Moral Philosophy, The Freeman, janvier ; repris en 1998, Economics: A Branch of Moral Philosophy. Mastering the Study of Political Economy Is Not Really Difficult, The Freeman, vol 48, no 6
- 1973 : Sheltering Ideologies, The Freeman, février, vol 23, no 2
- 1973 : Pilot Errors, The Freeman, avril, vol 23, no 4
- 1974 : Laws Versus Tyranny, The Freeman, october, vol 24, no 10
- 1975 : Castles in the Air, Irvington-on-Hudson, N.Y.: Foundation for Economic Education
- 1976 : Comes The Dawn, Irvington-on-Hudson, N.Y. : The Foundation for Economic Education, Inc.
- 1978 : Vision, Irvington-on-Hudson, N.Y.: The Foundation for Economic Education, Inc.
- 1978 : Liberty: Legacy of Truth, Irvington-on-Hudson: Foundation for Economic Education
- 1978 : Glory Be!, The Freeman, décembre, vol 28, no 12
- 1981 : How Do We Know?, Irvington-on-Hudson, N.Y.: Foundation for Economic
- 1982 : The Path of Duty, The Foundation for Economic Education, Inc., Irvington-on-Hudson
- 1983 : The Essence of Americanism, The Freeman, novembre, repris en 1988, In: Paul L. Poirot, dir, The Philosophy of Freedom, The Foundation for Economic Education: Irvington on Hudson NY, p. 3-15 ; repris en 1996, The Essence of Americanism, In: Robert D. Gorglione, dir., The Foundations of American Constitutional Government, The Foundation for Economic Education: Irvington on Hudson NY, p. 19-32 ; repris en 1998, The Essence of Americanism. The Ideas of Self-Reliance and Private Property Created a Spiritual, Political, and Economic Revolution, The Freeman, septembre, vol 48, no 9
- 1988 : Looking out for Yourself, In: Paul L. Poirot, dir, The Philosophy of Freedom, The Foundation for Economic Education: Irvington on Hudson NY, p. 107-114, texte inédit écrit en 1956
- 1995 : Conscience on the Battlefield, In: Edmund A. Opitz, dir., Leviathan at War, The Foundation for Economic Education: Irvington on Hudson NY, p. 63-78